# Livingstone-Graumull
Der Livingstone-Graumull (Fukomys livingstoni) ist eine Art der Graumulle (Fukomys) innerhalb der Sandgräber (Bathyergidae), die vor allem an die unterirdische und grabende Lebensweise angepasst ist. Die Art wurde 2017 von einer Arbeitsgruppe um Chris G. Faulkes beschrieben und ist bislang nur aus der Region um Ujiji in Tansania dokumentiert.

## Merkmale
Der Livingstone-Graumull ist ein vergleichsweise kleiner Graumull und erreicht eine Kopf-Rumpf-Länge von etwa 11,5 Zentimetern, das Gewicht beträgt etwa 38 bis 80 Gramm, wobei die Männchen im Schnitt etwas schwerer als die Weibchen sind. Er entspricht damit etwa dem in Simbabwe lebenden Mashona-Graumull (Fukomys darlingi). Der sehr kurze Schwanz wird etwa 9 Millimeter lang, die Hinterfußlänge beträgt 22 Millimeter. Ein ausgeprägter Sexualdimorphismus kommt nicht vor. Die Rückenfärbung der Tiere ist dunkel braun bis dunkel grau-braun mit einer kürzeren und sehr dunklen Unterwolle. Auf der Stirn besitzen die Tiere einen kleinen und unregelmäßigen hellen, hellgrauen bis weißen Fleck.

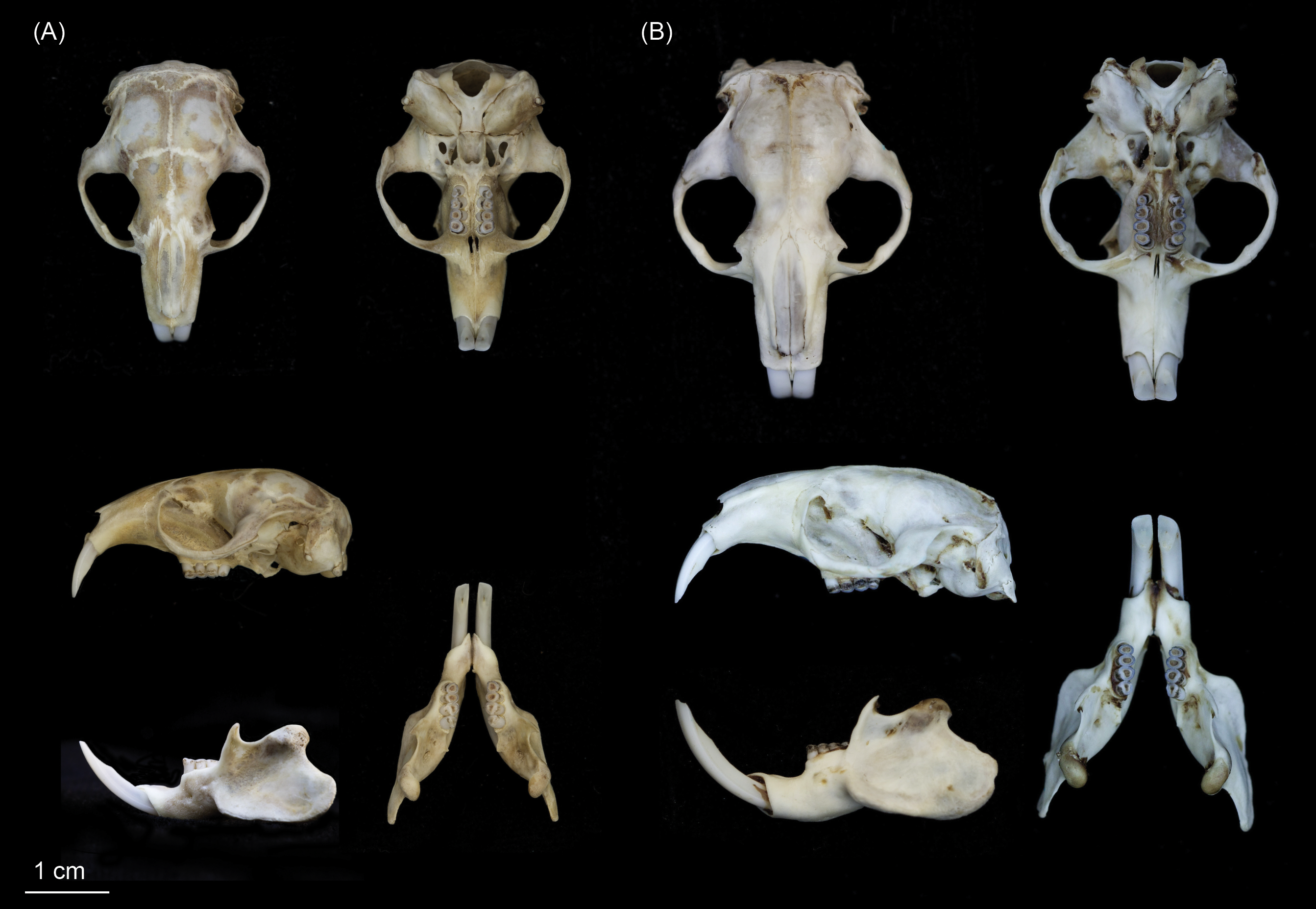
Schädel von Fukomys livingstoni (A) und Fukomys hanangensis (B) im Vergleich

Verglichen mit dem zeitgleich beschriebenen Fukomys hanangensis besitzt Fukomys livingstoni einen kürzeren und schmaleren Schädel mit einer ebenfalls kürzeren Schnauzenregion. Vom auch in Tansania lebenden Malawi-Graumull (Fukomys whytei) unterscheidet sich Fukomys livingstoni durch die geringere Größe und die Färbung. Darüber hinaus zeichnet sich die Art durch spezifische Schädelmerkmale, allometrische Daten und genetische Merkmale aus.

## Verbreitung
Der Livingstone-Graumull ist bislang nur aus der Region um die Stadt Ujiji am Tanganjikasee in Tansania dokumentiert. Die beschriebenen Tiere stammen aus zwei Kolonien beim Dorf Msimba in einer Höhe von etwa 2600 Metern.

## Lebensweise
Über die Lebensweise des Livingstone-Graumulls liegen keine konkreten Angaben vor, sie entspricht jedoch wahrscheinlich der nahe verwandter Graumulle. Die Tiere leben entsprechend wie andere Graumulle unterirdisch und sozial in Kolonien. Sie sind herbivor und ernähren sich von unterirdischen Knollen, Wurzeln und anderen Pflanzenteilen. Die Kolonien der Typusexemplare befanden sich in direkter Nähe zu landwirtschaftlich genutzten Flächen zum Anbau von Mais, Süßkartoffeln, Cassava, Palmen und Bananen.

## Systematik
Fukomys livingstoni wird als eigenständige Art innerhalb der Gattung der Graumulle (Fukomys) eingeordnet, die aus zehn bis vierzehn Arten besteht. Die wissenschaftliche Erstbeschreibung stammt von einer Arbeitsgruppe um Chris G. Faulkes aus dem Jahr 2017, die die Art anhand von einem männlichen Typus sowie fünf weiteren Individuen beschrieben. Die Art wurde nach dem bekannten Afrikaforscher David Livingstone benannt, da Ujiji der Ort war, an dem dieser am 10. November 1871 von Henry Morton Stanley gefunden wurde, nachdem viele gedacht hatten, er sei bereits tot.
Innerhalb der Art werden neben der Nominatform keine Unterarten unterschieden.

## Status, Bedrohung und Schutz
Der Livingstone-Graumull wird von der International Union for Conservation of Nature and Natural Resources (IUCN) mit „ungenügende Datengrundlage“ (Data Deficient) gelistet, da Angaben zur Bestandsgröße nicht verfügbar sind.

## Belege
1. 1 2 3 4 5 6 7  C.G. Faulkes, G.F. Mgode, E.K. Archer, N.C. Bennett: Relic populations of Fukomys mole-rats in Tanzania: description of two new species F. livingstoni sp. nov. and F. hanangensis sp. nov. PeerJ 5, e3214, 2017. doi:10.7717/peerj.3214